# مارسيلينو غارسيا
مارسيلينو غارسيا (بالإسبانية: Marcelino García Alonso)‏ ولد بتاريخ 27 فبراير 1971 في أوفييدو، هو دراج إسباني سابق.

## وصلات خارجية
- الموقع الرسمي

## روابط خارجية
- مارسيلينو غارسيا على موقع أرشيف الدراجات (الإنجليزية)
- مارسيلينو غارسيا على موقع إحصائيات الدراجات الإحترافية (الإنجليزية)
- مارسيلينو غارسيا على موقع CycleBase (الإنجليزية)